# Joánisz Hríszafosz
Joánisz Hríszafosz (görögül: Ιωάννης Χρυσάφης; 1873 – 1932. október 12.) olimpiai bronzérmes görög tornász.
Az 1896. évi nyári olimpiai játékokon indult tornában, a csapat korlát számban, és bronzérmes lett három másik társával együtt.